# Archilochus alexandri
El colibrí gorginegro, o gorjinegro (Archilochus alexandri), también denominado colibrí barbinegro, colibrí de barbilla negra o colibrí barba negra, es una especie de ave apodiforme de la familia Trochilidae —los colibríes—, una de las dos pertenecientes al género Archilochus. Es nativo de América del Norte.

## Distribución y hábitat
Su área de nidificación se extiende desde Canadá (desde el interior del sur de Columbia Británica) por todo el oeste de Estados Unidos (principalmente al este de las Montañas Rocosas) hasta Texas y el norte de México (noreste de Sonora, norte y este de Chihuahua, Coahuila, norte de Nuevo León y noroeste de Tamaulipas). Es migratoria y pasa la mayor parte del invierno boreal en el occidente de México.
Esta especie es bastante común en sus hábitats reproductivos naturales: en la árida porción occidental de su área de distribución, anida en bosques caducifolios que a menudo incluyen álamos (Populus), sicomoros (Platanus), sauces (Salix), cedros salados (Tamarix), bayas del azúcar (Celtis) y robles (Quercus). En la mayoría de las regiones, el hábitat preferido es un cañón o una comunidad ribereña de llanura aluvial. Durante la invernada prefieren bosques tropicales secos caducifolio con algunos parches de bosque tropical semi-caducifolio en arroyos y matorrales secos.

## Descripción
Mide 9 a 10 cm de longitud. Su pico es largo, recto y muy delgado. El plumaje de las partes superiores es verde metálico, el de las partes inferiores blancuzco y los flancos son verdes. El macho adulto presenta píleo y mentón negros, con un parche púrpura brillante en la garganta y bajo de este y oculto un collar delgado blanco; tiene cola bifurcada oscura. La hembra presenta cola redondeada oscura con puntas blancas; tiene el píleo verdoso y el mentón y la garganta blancuzcos, sin parche.

## Alimentación
Se alimenta principalmente de néctar y además de polen, insectos y arañas. Toma el néctar de las flores utilizando su lengua larga y extensible y atrapar insectos en vuelo.

## Reproducción
La hembra construye un nido bien camuflado en un lugar protegido en un arbusto o árbol sobre el agua y cerca de parches de flores, usando fibras vegetales, lanillas, telarañas y líquenes. El nido de 4 cm de diámetro por 2,5 cm de profundidad. Pone dos huevos y los incuba por 13 a 16 días, mientras el macho defiende vigorosamente el territorio.

## Genoma
Tiene el genoma más pequeño entre todos los amniotas vivos, solamente 0.91 pg (910 millones par de bases).

## Sistemática

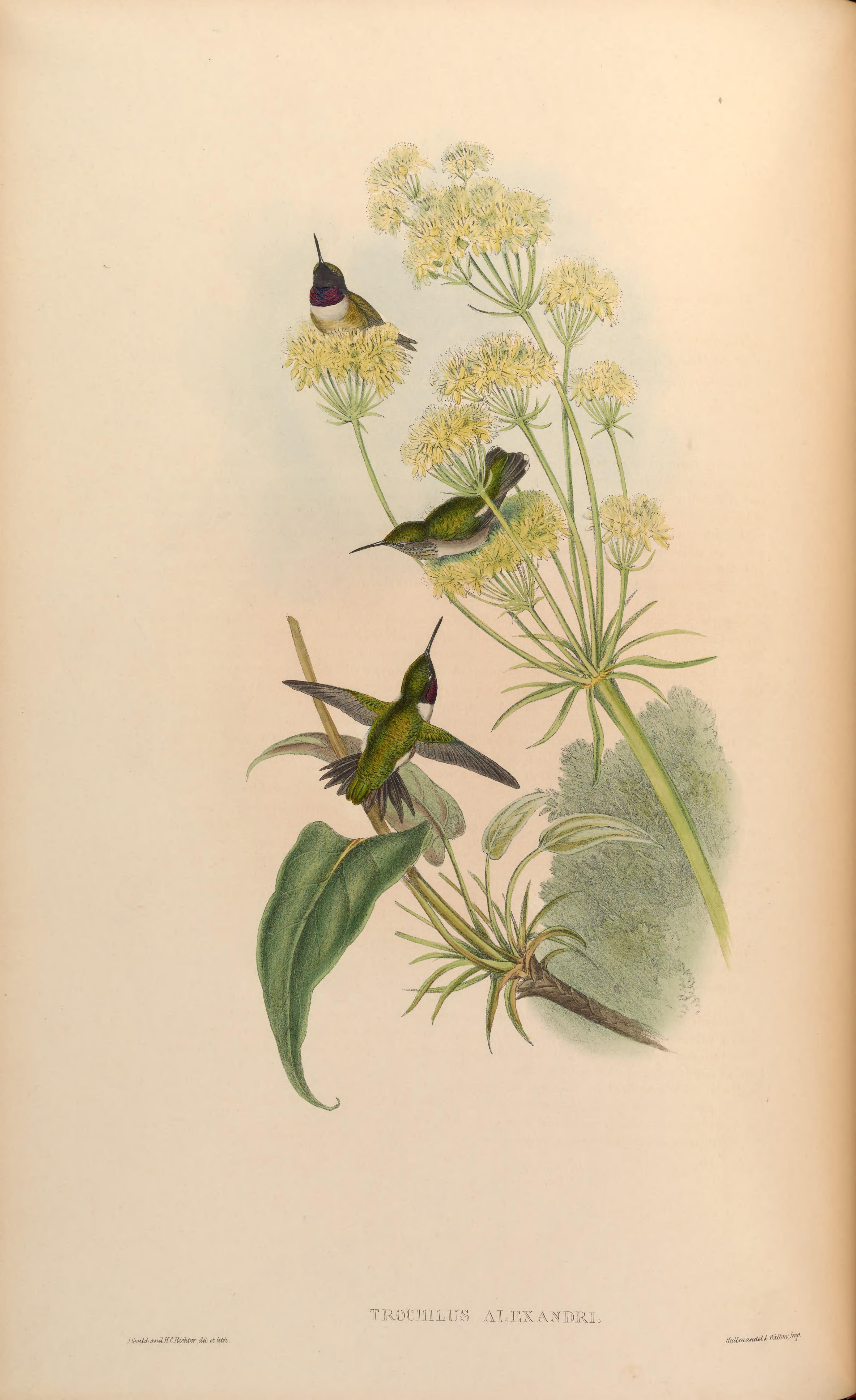
Trochilus alexandri, ilustración de Gould y Richter en A monograph of the Trochilidae, or family of humming-birds 3, 1861.

### Descripción original
La especie A. alexandri fue descrita por primera vez por los ornitólogos franceses Jules Bourcier y Étienne Mulsant en 1846 bajo el nombre científico Trochilus alexandri; su localidad tipo es: «Sierra Madre, México».

### Etimología
El nombre genérico masculino «Archilochus» se refiere a Arquíloco, un poeta griego de la isla de Paros, que vivió alrededor del año 650 A.C., famoso por su ingenio salvaje y su burla de las convenciones; y el nombre de la especie «alexandri», se refiere a un cierto Dr. Alexandre (fl. 1840) que practicó en México y envió especímenes a París.

### Taxonomía
Es monotípica.

### Hibridismo
Un híbrido entre esta especie y el colibrí de Ana (Calypte anna) fue llamado Trochilus violajugulum. También se registran híbridos con Calypte costae, Archilochus colubris, Calothorax lucifer, Selasphorus calliope, Selasphorus rufus, Selasphorus platycercus y Cynanthus latirostris.